# Хотчянка
Хотчянка (словац. Chotčianka) — річка в Словаччині, ліва притока Ондави, протікає в окрузі  Стропков.
Довжина — 22.3 км.
Бере початок в масиві Лаборецька Верховина — на висоті 535 метрів біля села Дрічна. Протікає селом Владича.
Впадає у Ондаву біля міста Стропков.